# شهرداری ارومیه
شهرداری ارومیه یک سازمان عمومی غیردولتی است که اداره شهر ارومیه را بر عهده دارد. شهرداری ارومیه در سال ۱۳۰۷ خورشیدی تحت عنوان بلدیه ارومیه تأسیس گردید. بر اساس درجه‌بندی منتشرشده توسط سازمان شهرداری‌ها و دهیاری‌های کشور در سال ۱۴۰۰، درجهٔ شهرداری ارومیه ۱۱ است.

## مناطق شهرداری
شهر ارومیه به ۵ منطقه شهرداری تقسیم شده‌است.

## ساختار سازمانی

### معاونت‌ها
- معاونت شهرسازی و معماری
- معاونت برنامه‌ریزی و توسعه سرمایه انسانی
- معاونت خدمات شهری
- معاونت امور زیربنایی و حمل‌ونقل شهری
- معاونت اقتصادی و مالی

### سازمان‌ها
- سازمان فناوری اطلاعات و ارتباطات
- سازمان فرهنگی، اجتماعی و ورزشی
- سازمان آتش‌نشانی و خدمات ایمنی
- سازمان سیما، منظر و فضای سبز شهری
- سازمان سرمایه‌گذاری و مشارکت‌های مردمی
- سازمان مدیریت پسماند
- سازمان ساماندهی مشاغل شهری و فرآورده‌های کشاورزی
- سازمان عمران و بازآفرینی فضاهای شهری
- سازمان مدیریت آرامستان‌ها
- سازمان مدیریت حمل‌ونقل بار و مسافر[۳]

## شهرداران
| ردیف | نام                  | تاریخ انتصاب        | مدت مدیریت شهرداری     |
| ---- | -------------------- | ------------------- | ---------------------- |
| ۱    | قیاس‌وند              |                     |                        |
| ۲    | بهاری                |                     |                        |
| ۳    | سمیعی                |                     |                        |
| ۴    | چنگیزخان اقبالی      |                     |                        |
| ۵    | یداله سریع‌القلم      |                     |                        |
| ۶    | هادی پیرنیا          |                     |                        |
| ۷    | رحمت‌الله خان اقبالی  |                     |                        |
| ۸    | حسین پیمانی          |                     |                        |
| ۹    | میرزا خلیل وهاب‌زاده  |                     |                        |
| ۱۰   | شجاع نظام لطفی       |                     |                        |
| ۱۱   | مشیرزاده مویدی       |                     |                        |
| ۱۲   | حبیب‌الله مدنی        |                     |                        |
| ۱۳   | باقر نظمی            |                     |                        |
| ۱۴   | عباسقلی خسروی افشار  |                     |                        |
| ۱۵   | حمید معزی            |                     |                        |
| ۱۶   | احمد رئیسی           |                     |                        |
| ۱۷   | شاهسونی              |                     |                        |
| ۱۸   | آقاخانی              |                     |                        |
| ۱۹   | حسین قتوره‌چی         |                     |                        |
| ۲۰   | عین‌الهی              |                     |                        |
| ۲۱   | حسین قتوره‌چی         |                     |                        |
| ۲۲   | جواد وکیل‌زاده        |                     |                        |
| ۲۳   | غلامعلی قاسمی        |                     |                        |
| ۲۴   | جواد وکیل‌زاده        |                     |                        |
| ۲۵   | فریدون افشار         |                     |                        |
| ۲۶   | مهدی باکری           | ۵۸/۰۹/۰۷            | ۹ ماه و ۲۵ روز         |
| ۲۷   | رضا بنی‌هاشمی         |                     |                        |
| ۲۸   | میرقدیر ساداتی       | ۵۹/۱۲/۲۵            | ۱۲ ماه و ۱۴ روز        |
| ۲۹   | فریدون انتظاری       |                     |                        |
| ۳۰   | عبدالحسین طاهر مرام  | ۶۱/۰۶/۲۷            | ۹ ماه و ۸ روز          |
| ۳۱   | علی اشرف‌نیا          | ۶۲/۰۴/۲۵            | ۲۴ ماه و ۱۹ روز        |
| ۳۲   | محمد علی صمدی فاضل   | ۶۴/۰۵/۱۴            | ۷ ماه و ۴ روز          |
| ۳۳   | نصرت صمدزاده         | ۶۴/۱۲/۱۸            | ۵۰ ماه و ۱۱ روز        |
| ۳۴   | کریم فروزان          | ۶۹/۰۳/۰۹            | ۵۹ ماه و ۲۱ روز        |
| ۳۵   | رسول کشت‌پور          | ۷۶/۱۲/۱۸            | ۱۳ ماه و ۱۱ روز        |
| ۳۶   | نقی کریمی            | ۷۸/۰۵/۰۲            | ۲۹ ماه و ۳ روز         |
| ۳۷   | عبداللهی             | ۷۴/۰۲/۳۰ و ۸۲/۰۸/۱۰ | مجموعاً ۶۶ ماه و ۱۰ روز |
| ۳۸   | چنگیز اکبری          | ۸۴/۰۹/۲۶            | ۳۰ ماه و ۱۵ روز        |
| ۳۹   | ابراهیم بازیان       | ۸۶/۰۴/۲۶            | ۳۹ ماه و ۵ روز         |
| ۴۰   | علیرضا عصمت‌پرست      | ۹۰/۰۲/۲۵            | ۱۱ ماه و ۲۸ روز        |
| ۴۱   | محمد حضرت‌پور طلاتپه  | ۱۳۹۱                |                        |
| ۴۲   | مجید آقازاده         | ۲۵ اسفند ۱۳۹۹       |                        |
| ۴۳   | حسین مهدی‌زاده        | ۲۷ شهریور ۱۴۰۰      | ۲ بهمن ۱۴۰۳            |
| ۴۴   | رضا جوان‌کیا (سرپرست) | ۲ بهمن ۱۴۰۳         | ۹ بهمن ۱۴۰۳            |
| ۴۵   | آیدین رحمانی         | ۹ بهمن ۱۴۰۳         |                        |